# Orbitrap

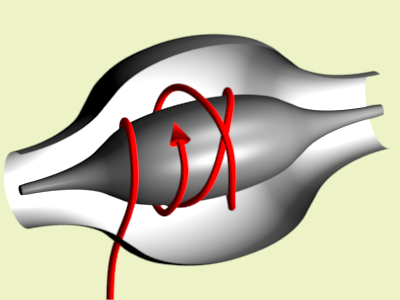
Ionenbahnen in einem Orbitrap-Massenspektrometer.

Die Orbitrap ist die jüngste Entwicklung der Ionenfallen-Massenspektrometer mit einer zentralen, spindelförmigen Elektrode.

## Geschichte
Erste Überlegungen zu dem Messkonzept stammen von Kenneth Hay Kingdon (1894–1982) aus den frühen 1920er Jahren. Arbeiten zu einem funktionsfähigen Prototyp des Orbitrap wurde von Alexander Alexejewitsch Makarow im Jahr 2000 publiziert. Technische Weiterentwicklungen führten zu einem ersten kommerziellen Gerät im Jahr 2005, das durch Thermo Fisher Scientific als Kopplung Linear trap/Orbitrap vertrieben wurde. Die Orbitrap ist heute mit Linear trap („LTQ Orbitrap“), quadrupol („Q Exactive“) oder direkt mit einer Ionenquelle gekoppelt („Exactive“) verfügbar.

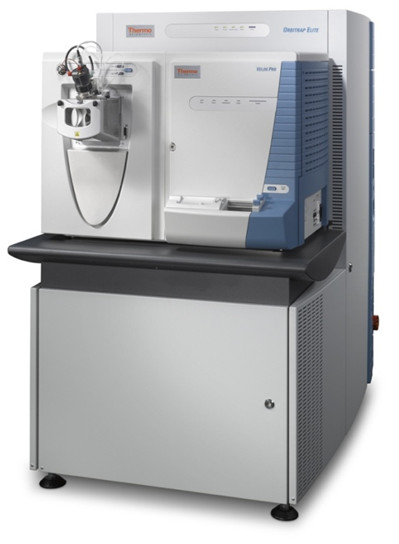
LTQ Orbitrap

## Funktionsprinzip
In der Ionenfalle befindet sich eine zentrale, spindelförmige Elektrode. Die Ionen werden radial zu dieser Elektrode in die Orbitrap hineingeschossen und bewegen sich aufgrund der elektrostatischen   Anziehung auf Kreisbahnen (Orbits) um die zentrale Elektrode herum. Da die Ionen nicht in der Mitte der Kammer, sondern dezentral injiziert werden, schwingen sie gleichzeitig entlang der Achse der Zentralelektrode. Die Frequenz dieser Schwingung erzeugt in Detektorplatten Signale, die durch Fouriertransformation in die entsprechenden m/z-Verhältnisse umgewandelt werden. Das Prinzip ist daher ähnlich zum FT-ICR-Massenspektrometer, funktioniert aber mit einem elektrostatischen Feld statt einem Magnetfeld. Orbitraps kommen daher ohne die aufwendige Kühlung mit flüssigem Helium aus. Die Massenauflösung von Orbitraps ist nur unwesentlich schlechter als die eines FT-ICR-Gerätes mit einem 7-Tesla-Magneten. Die praktisch erzielte Auflösung liegt in der Regel zwischen 80.000 und 280.000.